# Парадиж
Парадиж (словен. Paradiž) — поселення в общині Циркулане, Подравський регіон‎, Словенія.